# 卜約翰
卜約翰（John Pond Burns）（1947年3月29日—）是美國政治学學者、中國問題專家，前任香港大學社會科學院院長（2011-2017）。早年於St. Olaf College取得文学学士學位，後來分別於牛津大學和哥倫比亞大學取得文學碩士和哲學博士學位。